# شاه پری
شاهِ پَری (به لاتین: Shah-e Pari) یک منطقهٔ مسکونی در افغانستان است که در ولایت بدخشان واقع شده‌است.